# Directeur de course
Un directeur de course est, lors d'une course sportive assez longue, en particulier si elle a lieu hors stade, une personne responsable de son bon déroulement. Il peut si nécessaire interrompre ou modifier l'épreuve à la suite d'événements exceptionnels, par exemple météorologiques, notamment s'ils présentent un risque pour la sécurité des participants. Les responsabilités et le rôle du directeur de course peuvent varier en fonction des épreuves et du sport concernés.

## Un poste commun à plusieurs sports
On peut retrouver la fonction de directeur de courses dans plusieurs sports impliquant l'organisation de courses comme les sports mécaniques, le cyclisme et la course au large.